# Pholcus parvus
Pholcus parvus är en spindelart som beskrevs av Jörg Wunderlich 1987. Pholcus parvus ingår i släktet Pholcus och familjen dallerspindlar.
Artens utbredningsområde är Madeira. Inga underarter finns listade i Catalogue of Life.